# Julius II
Julius II, född Giuliano della Rovere 5 december 1443 i Albissola nära Savona, Italien, död 21 februari 1513 i Rom, var påve från den 1 november 1503 till sin död.

## Biografi
Giuliano della Rovere utsågs 1471 till kardinalpräst med San Pietro in Vincoli som titelkyrka. 1503 valdes han till påve och tog namnet Julius II. Han efterträdde den kontroversielle Alexander VI (1492–1503) och den kortlivade Pius III (22 september – 18 oktober 1503). Han styrde med järnhand och förde flera krig, bland annat mot Frankrike, och försvarade Italien mot utländsk dominans.
På konstens område var han beskyddare åt bland andra Michelangelo, Rafael och Bramante. Under Julius II:s cirka tio år långa pontifikat blomstrade den romerska högrenässansen. Bramante fick i uppdrag att 1506 projektera den nya Peterskyrkan. Åt Michelangelo uppdrog Julius att med fresker smycka Sixtinska kapellets tak (1508–1512) och åt Rafael att utföra Skolan i Aten (1509–1511) i det påvliga palatset i Vatikanen. Via Giulia är uppkallad efter Julius II.
Han var far till Felice della Rovere.